# Відродження мови
Відродження мови — процес повернення вимерлої мови до повсякденного вжитку.
Цей процес протилежний вимиранню мови, коли її носії поступово переходять до використання іншої мови в більшості життєвих ситуацій і перестають навчати старої мови своїх дітей. Відродження ставить за мету повернути вимерлу чи мову, що вимирає до загального повсякденного вжитку та створити умови її подальшого самостійного існування. Цей процес може запроваджуватися державною владою, суспільними чи культурно-освітніми організаціями та ентузіастами.
Мабуть, найуспішнішим прикладом такої діяльності є іврит — відроджена давньоєврейська мова, яка була мертвою протягом двох тисячоліть та існувала лише, як літургійна мова юдаїзму. Зараз іврит є офіційною мовою Держави Ізраїль, він вживається в усіх галузях суспільного і власного життя і його існуванню, як розмовної мови нічого не загрожує. Інші проєкти відродження мов, яким загрожує вимирання, наприклад, відродження ірландської мови в Ірландії, мали значно менший успіх.
Окрім івриту та ірландської, за різних часів державними установами чи громадськими організаціями і спільнотами ентузіастів проводилися кампанії з відродження таких мов:
- бретонська — кельтська мова північного заходу Франції.;
- мова індіанського народу команчів.;
- коптська — літургічна мова єгипетських християн, що є пізньою формою давньоєгипетської мови перших сторіч н. е.;
- корнуольська — кельтська мова південного заходу Англії, вважається вимерлою з XVIII ст.;
- фарерська — скандинавська мова мешканців Фарерських островів, що належать Данії, зараз є офіційною мовою на островах.;
- фризька — германська мова північного сходу Нідерландів і суміжних областей Німеччини.;
- грецька катаревуса — проєкт часткового відродження давньогрецької мови, помітного успіху не мав, але здійснив значний вплив на розвиток народної новогрецької мови.;
- ладіно — мова євреїв, що були вигнані з Іспанії в XVI ст., є наслідком незалежного розвитку середньовічної іспанської мови.;
- латинська — вимерла з раннього середньовіччя, але до XIX ст. була лінгва-франка у Європі й загальновизнаною мовою науки.;
- менська — кельтська мова корінного населення острова Мен в Ірландському морі, що належить Великій Британії, вимерла в XIX ст.;
- мерянська — фіно-угорська мова асимільованих мерян у Росії.
- давньонорвезька — північногерманська мова, якою говорили в сучасній Норвегії та на Фарерських островах приблизно в XII-XVI столітті.;
- провансальська — романська мова південного сходу Франції.;
- шотландська — місцева форма англійської мови, що розвивалася окремо з середньовічних часів.;
- шотландська гельська — мова кельтського населення Шотландії.;
- тлінгітська — мова одного з індіанських народів Аляски.;
- валлійська — кельтська мова Уельсу.;
- їдиш — германська мова євреїв Східної Європи.;
- маорі — мова корінного народу Нової Зеландії (Маорі).;
- мова Чана — одна з мов корінного народу Аргентини[3].

## Чинники, які сприяють відродженню мови
Девід Кристел (англ. David Crystal) у своїй книзі «Смерть мови» (англ. Language Death) визначає шість чинників, які можуть сприяти відродженню мови. Він вважає, що мова прогресуватиме, якщо її носії:
1. підвищать свій престиж у домінантної спільноті;
2. стануть багатшими;
3. підвищать свою легітимну владу в очах домінантної спільноти;
4. будуть присутні в системі освіти;
5. зможуть писати власною мовою;
6. зможуть з користю застосовувати електронні технології.